# Sân bay Ivalo
Sân bay Ivalo (IATA: IVL, ICAO: EFIV) là một sân bay ở Inari, Phần Lan. Đây là sân bay lớn thứ 10 Phần Lan về lượng khách. Sân bay này nằm ở phía bắc Vòng Cực Bắc, cách Ivalo 11 km về phía tây nam. Sân bay này do lính Đức xây năm 1943 và được xây lại năm 1950 và phục vụ chuyến bay thường xuyên năm 1955. Năm 2007, sân bay này phục vụ 145.870 lượt khách.

## Các hãng hàng không và các tuyến bay
Hiện có các hãng hàng không sau đang hoạt động tại sân bay này:
- Finnair (Helsinki, Kittilä, Paris-CDG (theo mùa))